# Handschuhsporn
Der Handschuhsporn ist ein Bergsporn in der Lanterman Range der Bowers Mountains im ostantarktischen Viktorialand. Er ragt nordwestlich des Mount Moody in den Sledgers-Gletscher hinein.
Wissenschaftler der deutschen Expedition GANOVEX I (1979–1980) nahmen die deskriptive Benennung vor.